# Vervloekte aarde
Vervloekte aarde is een griezelboek van de Belgische auteur Patrick Lagrou. Het werd in 1999 uitgegeven door de uitgeverij Clavis. Het boek werd in 2000 genomineerd door de Kinder- en Jeugdjury Limburg.

## Samenvatting
Omdat Wouter meer te weten wil komen over de opgravingen, gaat hij naar de bibliotheek. Daar sluipt hij stiekem met behulp van Tine naar het archief om daar meer informatie te zoeken. Als hij daar zit hoort hij veel kabaal en gaat hij onder een oude kast zitten. Hij ziet mensen die naar iets zoeken. Later, als hij weet dat er in de villa van Tine een vloek begint, gaat hij er met zijn fiets naartoe. Er is ook een grote overstroming aan de gang en daarom is het moeilijk om bij de villa te komen. Als hij eenmaal in de villa is, vertelt Wouter de vloek aan Tine en Gijs die alleen thuis zitten. Hij vertelt ook dat hij een varken aan de boom zag hangen. Dat wilde Gijs weleens zien en hij gaat samen met Tine, Wouter en de hond Robber naar buiten. Door de dichte mist zien ze niks en ze sturen Robber erop af. Even later komt de hond terug met een hand in zijn bek, het varken was geen varken maar vader Versteele. Op dat moment weet Wouter wat er aan de hand is. Hij sluit alles in en rondom het huis af, pakt geweren en wacht tot de vloek begint. Als de vloek begint, komen er allemaal vreemde wezens. Wouter, Tine, Gijs en Robber moeten zichzelf beschermen door te schieten. Later, als Wouter en Tine met Robber naar de zolder vluchten, zien ze de baas. Wouter heeft een kettingzaag maar die houdt het niet lang vol. Als twee vreemde wezens hen willen doden, worden alle monsters opgezogen. De vloek was voorbij omdat de opgegraven grond weg was gespoeld door de grote overstromingen. Toen ze weer beneden waren zochten ze naar Gijs, die in de wijnkelder zat.